# Kreis Mezőtúr
Mezőtúr (ungarisch Mezőtúri járás) ist ein Kreis im Südosten des zentralungarischen Komitats Jász-Nagykun-Szolnok. Er grenzt im Südwesten an den Kreis Kunszentmárton, im Westen an den Kreis Szolnok, im Nordwesten an den Kreis Törökszentmiklós und im Norden an den Kreis Karcag. Das Komitat Békés bildet im Südosten die Grenze.

## Geschichte
Der Kreis ging im Zuge der ungarischen Verwaltungsreform Anfang 2013 als Nachfolger des gleichnamigen Kleingebiets (ungarisch Mezőtúri kistérség) unverändert mit allen 5 Gemeinden hervor.

## Gemeindeübersicht
Der Kreis Mezőtúr hat eine durchschnittliche Gemeindegröße von 5.353 Einwohnern auf einer Fläche von 145,15 Quadratkilometern. Die Bevölkerungsdichte des drittgrößten Kreises ist die niedrigste im Komitat. Der Verwaltungssitz befindet sich in der größten Stadt, Mezőtúr, im Südosten des Kreises gelegen.
| Gemeinde      | Status   | Herkunft Kleingebiet | Einwohnerzahl | Einwohnerzahl | Einwohnerzahl | Fläche (km²) | Bevölkerungs- dichte (Ew./km²) |
| Gemeinde      | Status   | Herkunft Kleingebiet | 01.10.2011    | 01.01.2013    | 01.01.2016    | 01.01.2016   | Bevölkerungs- dichte (Ew./km²) |
| ------------- | -------- | -------------------- | ------------- | ------------- | ------------- | ------------ | ------------------------------ |
| Kétpó         | Gemeinde | Mezőtúr              | 707           | 723           | 666           | 66,76        | 10,0                           |
| Mesterszállás | Gemeinde | Mezőtúr              | 756           | 755           | 675           | 42,92        | 15,7                           |
| Mezőhék       | Gemeinde | Mezőtúr              | 340           | 340           | 361           | 89,82        | 4,0                            |
| Mezőtúr       | Stadt    | Mezőtúr              | 17.510        | 17.111        | 16.502        | 289,72       | 57,0                           |
| Túrkeve       | Stadt    | Mezőtúr              | 8.878         | 8.869         | 8.563         | 236,52       | 36,2                           |
| Kreis Mezőtúr |          |                      | 28.191        | 27.798        | 26.767        | 725,74       | 36,9                           |